# Vlag van Oudemirdum

Vlag van Oudemirdum

De vlag van Oudemirdum is de dorpsvlag van het Nederlandse dorp Oudemirdum, in de Friese gemeente De Friese Meren. De vlag werd op 17 juli 2021 in gebruik genomen en gekozen door de dorpsbewoners uit een zestal ingezonden ontwerpen. De dorpsvlag is ontworpen door Hanny van den Berg.
De haas in de vlag verwijst naar de voormalige gemeente Gaasterland. De kleuren blauw, geel, groen en rood zijn ontleend op de vlag van Gaasterland, De kleur wit zijn ontleend op de vlag van De Friese Meren. De kroon en de korenaren zijn ontleend uit het wapen van Gaasterland.

Vlag van Gaasterland
Vlag van De Friese Meren
Wapen van Gaasterland